# Happy Happy Greeting/Cinderella Christmas
Happy Happy Greeting／Cinderella Christmas（Happy Happy Greeting）是日本二人組合近畿小子的第5張單曲。於1998年12月9日由傑尼斯娛樂唱片公司發行。

## 解說
這張單曲與上一張單曲一樣，同樣是一張「兩A面」的單曲。由於之前的4張單曲中有3張都有百萬銷量，所以這張單曲亦作100萬張限定生產。
與出道單曲「玻璃少年」一樣，雖然主A面歌曲由山下達郎負責作曲及編曲，松本隆負責作詞這個組合創作，就連第2首A面歌曲「Cinderella Christmas」同樣亦由松本隆擔當作詞。儘管是這樣，單曲作限定生產下各唱片店仍然有不少存貨剩下，結果根據Oricon的累積銷量只有61萬張，是當時5張單曲中銷量最低的一張單曲。由於Oricon的統計是預計銷售量，由於計算預計銷售量時常有多於限定發行量的事件出現，所以若果這張單曲的預計銷售量只是限定發行量100萬張中的60萬張左右的話，可以推測其際銷售量可能根本沒有那麼多也不足為奇。
由於這張單曲是限定生產唱片，所以並不會再次印製發行。不過兩首歌曲同樣被收錄於單曲精選唱片「KinKi Single Selection」之中。
第一首A面歌曲『Happy Happy Greeting』在這張單曲中被CD化之前，已曾在演唱會及電視等演唱過，故可謂在準備充足的情況下被CD化。當初本來是因為「世界上有關聖誕節的歌曲很多，但有關元旦卻很少」這句話而引發起創作這首歌的，但後來「反正都是，不如一併概括（除聖誕節外的）所有喜事，做一首滿載「恭喜」的樂曲吧」，結果就以“不同的喜事”作為主題。因此「New Year」「Birthday」「Valentine」等字眼隨之而來。另外，一年開始的第一日1月1日恰巧是堂本光一的生日，所以歌詞中的（生日快樂）亦同時包含了祝福光一生日快樂的意思在內。而歌曲的和唱方面除山下達郎自己外，竹內瑪莉亞也有參與。而山下達郎自己亦把這唯一一首和他提供予KinKi一樣的混音版本將其CD化，收錄在他的『Rarities』專輯之中。在這個他自己翻唱的版本當中，為了明確前述的構思，他把歌中幾處給改寫成（無論何時　都恭喜你），同時刪去了太鼓聲及小傑尼斯和唱隊的聲音。但曾傳聞有一個與KinKi版本的歌詞及樂器也一樣的所謂達郎的「新年快樂」版本存在，但這個版本只是用作他在自己的電台節目中披露的版本而已，因為正常版本已經在其後完成，所以相信今後這個特別版本都不會再出現。

## 名稱
- 日語原名：
- 中文意思：快樂的祝福／灰姑娘聖誕節
- 香港正東譯名：Happy Happy Greeting／Cinderella Christmas
- 台灣豐華譯名：Happy Happy Greeting／灰姑娘的聖誕節
- 台灣艾迴譯名：Happy Happy Greeting／Cinderella Christmas

## 收錄歌曲
1. Happy Happy Greeting
  - ※KinKi Kids參與演出的Panasonic廣告『數碼攝錄機』主題曲。
  - 作曲：山下達郎
  - 作詞：松本隆
  - 編曲：山下達郎
2. Cinderella Christmas（シンデレラ・クリスマス）
  - 作曲：谷本新
  - 作詞：松本隆
  - 編曲：長岡成貢
3. Happy Happy Greeting (Instrumental)
  - 作曲：山下達郎
  - 編曲：山下達郎
4. Cinderella Christmas (Instrumental)
  - 作曲：谷本新
  - 編曲：長岡成貢